# Гим
Գ, գ (арм. գիմо файле гим, з.-арм. ким) — третья буква армянского алфавита. Создал Месроп Маштоц в 405—406 годах. Название буквы гим родственно греческому гамма и финикийскому гимель.

## Использование
В восточноармянском языке обозначает звук [ɡ], а в западноармянском — [kʰ]. Числовое значение в армянской системе счисления — 3.
Использовалась в курдском алфавите на основе армянского письма (1921—1928) для обозначения звука [k].
В системах романизации армянского письма передаётся как g (ISO 9985, BGN/PCGN, ALA-LC для восточноармянского), k (ALA-LC для западноармянского). В восточноармянском шрифте Брайля букве соответствует символ ⠛ (U+281B), а в западноармянском — ⠟ (U+281F).

## Кодировка
И заглавная, и строчная формы буквы гим включены в стандарт Юникод начиная с версии 1.0.0 в блоке «Армянское письмо» (англ. Armenian) под шестнадцатеричными кодами U+0533 и U+0563 соответственно.

## Галерея

Округлый еркатагир
Прямолинейный еркатагир
Болоргир
Нотргир
Шхагир
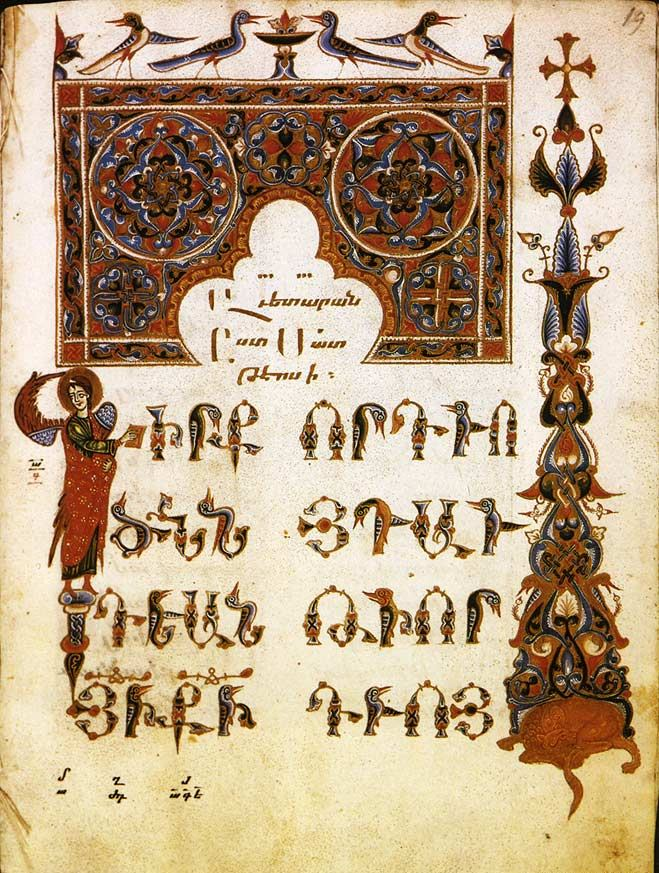
Заглавная буква «Гим» в рукописи XIII века